# Закарпаттяобленерго
ПАТ "Закарпаттяобленерго" — Головна енергорозподільча компанія Закарпаття. Центральний офіс розташований у селі Оноківці.

## Власники
50% акцій «Закарпаттяобленерго» належить компанії «Енергетична Україна ТВ», яку пов’язують з російським олігархом і довіреною особою Путіна Олександром Бабаковим, щодо якого діють санкції ЄС.